# She Loves You
A She Loves You a The Beatles együttes dala, ami 1963-ban kislemezre került (B-oldalán az I'll Get You volt). A dalt John Lennon és Paul McCartney írta. A kislemez több eladási rekordot felállított Angliában és Amerikában (valamint ez volt az együttes egyik dala abból az ötből, amely az amerikai kislemez lista Top 20-as helyezésében volt 1964 áprilisában). Nagy -Britanniában ez volt a Beatles dalai és az 1960-as évek előadói közül a legkelendőbb kislemez.
2004-ben a Rolling Stone magazin Minden idők 500 legjobb dala listáján a 64. helyet foglalta el.

## A dal keletkezése
A dal az együttes 1963-as észak-angliai fellépése alatt született meg. A newcastle-i Majestic Ballroom-ban adott június 26-ai koncertet követően a Royal Turk's Head Hotel-ben folytatta Lennon és McCartney a dal írását, majd másnap McCartney liverpool-i házában fejezték be.
Paul ötlete az volt a dallal, hogy a történéseket ne egyes szám első személybe, hanem egy harmadik fél szemszögéből mutassa be. A dallamra nagy hatással volt Elvis Presley All Shook Up és Bobby Rydell Forget Him című szerzeményei.
Lennon a versszakok záró sorával kapcsolatban ezt nyilatkozta az 1980-as Playboy magazinnak adott interjújában: "Az Paul ötlete volt, hogy a felelegetősben ne a "szeretlek"-et ismételje meg a másik fél, hanem csak "igen, igen"-t mondjon. Ő egy kicsit másképpen gondolkodott, például hajlamos rá, hogy sztorikat írjon mindenféle emberekről, az én dalaim viszont sokkal inkább önmagamról szólnak" (ez a "yeah, yeah" sor is az Elvis dalból átvett ötlet volt) 

## Rögzítése
A dal rögzítésére 1963 július 1-jén került sor, öt nappal a megírását követően. Az öt órás felvétel alatt nem ismert hányszor került rögzítésre a dal. A felvételek alatt George Martin producer több ötlettel és javaslattal állt elő. Az ő ötlete volt, hogy Ringo Starr dobolása (mely a dal refrénjében is megszólal) legyen a szám nyitánya, hogy késleltesse a tonika (G-dúr) megérkezését.
A másik javaslata az George Harrison gitárjátékához fűzödik. Harrison a gitárszólamában egy dzsessz hangzású akkordot is feljátszott, melyet Martin túl régiesnek, Glen Millers -hangzásúnak talált. Végül a szám tetszése miatt benne hagyta a dalban ezt az akkordot. McCartney így emlékezik vissza erre az esetre: "Elvittük a dalt George Martinhoz, és elénekeltük. Már akkor is ott volt a végén a feszes kis hatos akkord, ami egyébként George Harrison ötlete volt. George Martinnak éppen az nem tetszett azt mondta, túl bizarr, de mi kötöttük az ebet a karóhoz, hogy nagyon jó lesz így, annyira jól hangzik, hogy nem mondunk le róla, ilyet még senki sem talált ki."
Norma Smith hangmérnök így emlékszik vissza a felvételi időszakról: "Amikor elkezdték játszani, akkor... hhúú ez óriási! Ide-oda ugráltam a keverőpultnál!"

### Sie Liebt Dich
A német Odeon Kiadó vezetőségének az volt a meggyőződése, hogy a Beatles listavezető dalai akkor lesznek sikeresek az NSZK-ban, ha német nyelvre is lefordítják és az együttes ezt felénekli. Az EMI német leányvállalatának, az Electrola Gesselschaft-nak vezetői Camille Jean Nicolas Felgen luxemburgi énekes, műfordító segítségével lefordították a dalt, Sie Liebt Dich címmel (a szövegfordító Lee Montague álnéven szerepelt a lemez borítóján). 1964. január 27-ére, a párizsi turné alatt George Martin az együttes számára kibérelte a Pathé Marconi stúdiót. Az együttes tagjainak nem volt szándékukban felénekelni semmit német nyelven, ezért Jane Asher társaságában tüntetőleg teadélutánt tartott. Két nappal később azonban mégis beadták a derekukat és felénekelték a dal német kiadását.
A dalhoz (az I Want to Hold Your Hand-del ellentétben) az 1963-ban rögzített kétsávos zenei alap szalagjai megsemmisültek. Ezért tizennégy nekiugrást követően vették fel újra: melyből 13 a zenei alap, egy pedig az énekszólamot tartalmazta. A próbafelvételek alapján az együttes tagjai német szavakba annyira belezavarodtak, hogy röhögőgrcsöt kaptak. 

## Megjelenése

### Nagy - Britannia
A She Loves You először kislemez formátumban jelent meg Angliában 1963. augusztus 23-án. A kislemez óriási siker lett és a mai napig az együttes legkelendőbb kislemeze. Szeptember 4-től négy héten át a brit kislemezlista élén volt, majd rövid szünetet követően november 20-tól újabb két hétig ült a slágerlista élén. Az év végére 1,3 millió példány kelt el a lemezből, ezzel 1977-ig (amíg a Wings együttes Mull of Kintyre című dala ki nem szorította) a legnagyobb példányszámban elkelt kislemez címét viselte az országban. Ez lett az együttes elős aranylemeze. 

### Amerikai Egyesült Államok
A brit siker ellenére az amerikai piacon nehezen tört be az új kislemez. Az együttes ottani lemezkiadója, a Capitol Records és egy másik kiadó, a Vee-Jay Records se volt érdekelt a forgalmazásban. Végül az együttes menedzsere, Brian Epstein a philadelphiai székhelyű Swan Records-nak adta el a forgalmazási jogot. Azonban az amerikai rádiószerkesztői továbbra se fogadták jól a dalt. Végül 1964 januárjában érte el a tengerentúlt a Beatlemánia,amely után a Swan Records újra kiadta a kislemezt (azzal a feltétellel, ha a Capitol kiadja az I Want to Hold Your Hand slágert). A Billborad listáját két hétig vezette, amivel az amerikai ifjúság közönységét törte meg a külföldi rockzenekarok iránt.

### A Sie Liebt Dich-változat
A dal német változata 1964. március 5-én jelent meg az NSZK-ban, ahol a slágerlisták élén volt.
Az amerikai Swan Records adta ki a dalt német változatát 1964. május 21-én, amelynek hátoldalán az I'll Get You volt. A dal a Billboard lista 99. helyére került fel.

### Albumokon való megjelenés
A dal az együttes később kiadott válogatásalbumain is megjelent, köztük:
- Az 1973-ban megjelent 1962–1966
- Az 1988-ban kiadott Past Masters albumon (melyen a német változat is helyet kapott)
- és a 2000-es kiadású 1 albumon.

Az 1995-ös Anthology 1 albumon a dalból egy élő változata került fel, melyet 1963. november 4-én adtak elő a londoni Prince of Wales Theatre-ben.

## Élőben
A dal az együttes 1963-as és 1964-es koncertturnéjain állandó programrésze volt. A brit televíziókban a dal először 1963. augusztus 18-án hangzott el a Pop Go The Beatles 9. adásában. Az amerikai képernyőkön 1964. február 9-én debütált a The Ed Sullivan Show-ban.
A dal elhangzik az 1964-es Egy nehéz nap éjszakája című filmben is, mint a filmbeli koncert zárószáma. Valamint az együttes 1967-ben az All You Need is Love című sláger végén hallható a She Loves You refrénjéből részlet. Az 1967-es Magical Mystery Tour filmben pedig a dal zenekari változata hallható.

## Közreműködött
Ian Macdonald szerint:

### The Beatles
- John Lennon – ének, ritmusgitár
- Paul McCartney – ének, basszusgitár
- George Harrison – vokál, szólógitár
- Ringo Starr – dob